# Будистко убежище
Будисткото Убежище е ключово понятие във всички будистки школи от трите колесници: Хинаяна или Теравада, Махаяна и Ваджраяна. На фона на променливите явления, преживявани както като външни (външен свят, заобикаляща действителност) така и като вътрешни (мисли, чувства, представи и т.н.), будисткото убежище е отправната точка, която не зависи от условия и която се разглежда от будистите като единственото, на което човек може трайно да се довери.

## Трите скъпоценности
Трите скъпоценности (санскр. Триратна) са Буда, Дхарма и Сангха.
Думата Буда произлиза от санскритското бодхи, което означава „Пробуденият“ – пробуден от съня на невежеството. В по-широк контекст това освен историческият Буда Шакямуни е състоянието на ума, което той е постигнал. Това състояние на ума е цел на всеки будист. Тибетският превод на думата е Санг Дже. Първата част „Санг“ е напълно пречистен и пробуден, а „Дже“ означава напълно развит, разцъфнал.
Под пречистен се разбира свободен от три вида воали на ума:
1. Воалът на смущаващите чувства и следващите от тях негативни действия
2. Воалът на неправилните възгледи и концепции по отношение на света и явленията
3. Изключително финия воал на привичните тенденции

В резултат в ума възниква изначалната мъдрост – това се случва когато умът осъзнае своята истинска природа. Тази мъдрост може да се разглежда като два различни вида:
1. Мъдростта на осъзнаване на явленията и връзката между тях, относителната мъдрост.
2. Мъдростта на осъзнаването на истинската природа на всички явления, абсолютна мъдрост

Тъй като Буда се разглежда като всезнаещ и превъзхождащ всички, той е първата от трите скъпоценности. Тъй като освен всезнание Буда има и безгранично съчувствие към всички същества той преподава методите за постигане на просветлението или дхарма. Дхарма от своя страна се състои от
1. Дхарма на писанията – Сутра и Тантра. Сутра се състои от „Трите Кошници“ или Трипитака: Виная, Сутра и Абидхарма, а Тантра се състои от четирите класа Тантри и
2. Дхарма на осъществяването, която се състои от три практики: на дисциплина, медитация и мъдрост, които отговарят на Трите Кошници.

Тези, които изучават и практикуват учението са третата скъпоценност или сангха. Тя бива два вида
1. Обикновената сангха са тези, които все още не са постигнали познаване на истинската природа на ума
2. Благородната сангха са постигналите едно от четирите нива на постижение в Тхеравада или постигналите едно от десетте нива на Бодхисатва в Махаяна

## Трите корена
В Хинаяна и Махаяна трите скъпоценности изчерпват понятието убежище. Във Ваджраяна към тях се добавят „Трите Корена“ (санскр. Тримула) или Лама, Идам и Защита – Дакини и Дхармапали.
1. Ламата се разглежда като жива връзка с просветлението, част от непрекъсната приемственост учител-ученик от времето на историческия Буда, която пренася благословия и непосредствен опит.
2. Идамите са освобождаващите методи, които учителят дава, за да може ученикът да развие просветлените качества (сидхи), чрез които да разпознае собствената си Буда Природа
3. Защитниците представят способността на Ламата да премахва всички външни и вътрешни пречки пред ученика и всичко в живота на практикуващия се превръща в част от пътя към просветлението.

## Дърво на Убежището
Във Ваджраяна трите скъпоценности и трите корена се разглеждат като неделими и шестте заедно са известни като „убежищното дърво“ или „дървото изпълняващо желанията“ т.е. желанието на всички същества за трайно щастие, което се постига единствено при просветлението.

## Нива на Взимане на Убежище
Според текста  на Атиша от 11 век „Лампа за Пътя“, а и по-късната традиция на Дзонкапа Ламрим могат да се различат нива на Взимане на Убежище. За тази цел се използва понятието обхват на стремежа на практикуващия:
- Светски обхват е Взимане на Убежище за да подобриш собствения си живот.
- Начален обхват за да получиш в бъдеще по-добро прераждане като човек, божество или полубог, както и да се избегне прераждане в трите нисши сфери на самсара – животинска, на гладните духове (или на санскрит прети), на адските състояния или параноя.
- Междинен обхват е вземане на убежище за да се постигне освобождение или Нирвана
- Великия обхват е взимане на убежище за да се постигне пълно просветление за доброто на всички същества.
- понякога се споменава Най-висш обхват и той е взимане на убежище за да се постигне просветление през този живот.

По друг начин нивата на взимане на убежище са описани от Шантаракшита в неговия текст „Взимане на Убежище“:
- Поради етнически причини е когато това да Вземеш Убежище е въпрос на културна и социална среда, а не на взето съзнателно решение.
- Действително Взимане на Убежище, когато човек съзнателно взима решение да се посвети на трите скъпоценности.
- Истинско Взимане на Убежище, когато трите окови на взаимозависимото възникване са разкъсани и е постигнато навлизането в потока.
- Абсолютно Взимане на Убежище, което отговаря на постигането на пълно просветление.